# 土田友湖
土田 友湖（つちだ ゆうこ）は、千家十職の一つ。袋師。二代以降、当主の通称は半四郎であり隠居して剃髪すると友湖を名乗る。五代までは仕服を生業としたが、以降は茶道具の茶入の仕覆（しふく）や、服紗、角帯、数寄屋袋などを作る。2022年時点での、当代は十三代土田半四郎（2014年に襲名）。

## 家系
土田家の祖先は近江国蒲生郡土田村の出身の侍・土田七大夫で、後に初代彦根藩主・井伊直政に仕官、鉄砲組頭を代々務めた家柄と伝えられている。
七大夫の4代後の子孫・半平は本来跡取りであったが、実母が早くに亡くなり、後妻に入った継母が男子を生んだ為、その異母弟に家を譲って武士を廃業、「越後屋半兵衛」と名乗って西陣織仲買人となった。その傍ら袋物の仕立ての修行をし、表千家六代・覚々斎に引き立てられて茶入の仕覆などを縫うようになった。

## 土田家歴代
- 初代・友湖（1687年 - 1757年、土田七太夫　通称：半平・勘平　号：友湖・不染斎）
西陣織の仲買人だったが、袋師・亀岡宗理の弟子となってその家業を継いだ。表千家の六代・覚々斎の時に千家の袋師となり、後に七代・如心斎より友湖の号を贈られた。
- 二代・半四郎（1736年 - 1757年、法号：了圓）
初代不染斎の子、初代在世中に没す。
- 三代・半四郎（1746年 - 1784年、号：一得斎友甫）
初代の甥。丁字屋嘉兵衛長男。了圓の養子。
- 四代：鶴寿院貞松（1719年 - 1801年）
二代半四郎の姉・くに。三代半四郎の子供が幼少のため、表千家八代・啐啄斎の命により家業継承。1788年、天明の大火により家屋を焼失するが、啐啄斎の援助により再建。
- 五代・半四郎（1778年 - 1825年、号：伸定、蓮乗）
三代一得斎の長男。この頃、室町一文字屋三右衛門、笹屋勘右衛門など服紗を扱っていた家が断絶したため、表千家九代・了々斎の計らいにより服紗も扱い始める。
- 六代・半四郎（1803年 - 1883年）
五代の子。天明の大火で焼失した家系図や秘伝書の再編纂を進めるが、禁門の変に遭遇、再び家屋及び家伝などの一切を消失。
- 七代・半四郎（1835年 - 1911年、号：聴雪）
西垣家出身。養子として土田家に入る。表千家十一代・碌々斎の引き立てを受ける。樂慶入と親交が深かった。
- 八代・半四郎（1861年 - 1911年、千之助　号：淡雪）
七代の長女・阿さの婿養子。養父・聴雪を亡くした一月後に没す。
- 九代・半四郎（1892年 - 1914年、安治郎）
八代淡雪の次男。22歳で亡くなる。
- 十代：浄雪院妙要（1859年 - 1940年）
七代聴雪の長女、八代の妻である阿さ。夫・長男・次男の早世及び後継者の三男が幼少のため、家督継承。
- 十一代・半四郎（1902年 - 1965年）
八代淡雪の三男、良三。昭和15年（1940年）、十代当主で母の阿さが亡くなったため家督継承するが、太平洋戦争勃発により幾度も召集される。終戦後、ようやく茶道復活の兆しが出始めた昭和29年（1954年）に病に倒れ、以後は入退院を繰り返し、家業に専念できぬまま世を去る。
- 十二代・友湖（1939年 - 2022年）
十一代良三の次男、陽三。隠居してからは照雪友湖を名乗る。16歳から表千家・即中斎の元で玄関人として過ごす。5年後に袋師 土田友湖として出仕。出仕後も玄関人を2年継続。
- 十三代・半四郎（1968年 - ）
十二代陽三の長男、晃。平成26年（2014年）、十三代袋師友湖 土田半四郎として家業を継承。